# 太阳桥 (哈尔滨)
太阳桥位于中国黑龙江省哈尔滨市松北区，是跨越太阳岛金水河的一座斜拉桥。

## 历史
太阳桥于1999年10月开工，2000年10月通车。大桥全长460米，宽16米，双向4车道，为继上坞桥后第二座进入太阳岛风景区的桥梁。